# Worcester Sharks
Die Worcester Sharks (IPA: [ˈwʊstər ʃɑː(r)ks]) waren ein US-amerikanisches Eishockeyfranchise der American Hockey League aus Worcester im Bundesstaat Massachusetts. Es wurde bereits 1996 als Kentucky Thoroughblades gegründet und nahm zum Beginn der Saison 2006/07 unter dem jetzigen Namen den Spielbetrieb auf, nachdem am 9. Januar 2006 die Umsiedlung des damaligen Franchises der Cleveland Barons angekündigt worden war. Die Teamfarben der Sharks waren Dunkeltürkis, Schwarz, Grau, Gold und Weiß. Nach der Saison 2014/15 wurde es nach San Jose umgesiedelt und ging in den San Jose Barracuda auf.
Das Team trug seine Heimspiele im DCU Center aus und fungierte als Farmteam des National-Hockey-League-Franchises San Jose Sharks. Zudem arbeiteten sie mit mehreren Teams aus der ECHL zusammen. Nachdem das Franchise zur Saison 1996/97 als Kentucky Thoroughblades in der AHL gestartet war, spielte es bis 2001 unter diesem Namen. Vor der Saison 2001/02 erfolgte der erstmalige Umzug und die Umbenennung in Cleveland Barons. Fünf Jahre blieb das Team dort stationiert, ehe es nach Worcester umgesiedelt wurde.

## Geschichte

### Franchise auf Wanderschaft
Die Geschichte des Franchises besteht seit dem Jahr 1996. Das Franchise begann in diesem Jahr unter dem Namen Kentucky Thoroughblades am Spielbetrieb der American Hockey League teilzunehmen. Es war zu dieser Zeit in Lexington im Bundesstaat Kentucky beheimatet. Im Sommer 2001 erfolgte nach fünf Jahren der Umzug nach Cleveland im Bundesstaat Ohio, und aus den Thoroughblades wurden die Barons. Mit dem im amerikanischen Eishockeysport bekannten Namen Cleveland Barons und dem damit verbundenen Umzug erhoffte man sich einen Aufschwung, der aber ausblieb.
Am 9. Januar 2006 kündigten die San Jose Sharks an, dass sie ihr bisheriges AHL-Farmteam, die Cleveland Barons, nach Worcester verlegen würden. Zur Saison 2006/07 erfolgte daher der Umzug des Teams und die Umbenennung in Sharks, um die Zugehörigkeit zum NHL-Team in San Jose deutlich zu machen. Von 1994 bis 2005 gab es mit den Worcester IceCats schon einmal ein AHL-Team in Worcester, die als Farmteam der St. Louis Blues dienten. Seit dem Verlassen der Stadt ist dieses Franchise unter dem Namen Peoria Rivermen bekannt.

### Die ersten Jahre
Der Beginn der ersten Saison verlief zunächst schleppend für das umgesiedelte Team, obwohl es die Auftaktpartie im Shootout mit 4:3 gegen die Portland Pirates gewinnen konnte. Zwar kristallisierte sich mit Joe Pavelski schnell ein Spieler aus dem Team heraus, der im November den Sprung in die National Hockey League schaffte doch der Rest des Teams konnte an die Leistungen des Rookies nicht anknüpfen. Lediglich Mathieu Darche, dem am 6. Oktober 2006 im Spiel gegen die Portland Pirates das erste Tor in der Geschichte der Worcester Sharks gelungen war, zeigte ähnlich starke Leistungen und sollte am Ende der Saison das Team in den wichtigsten Offensivstatistiken anführen. Erst nach der durch das AHL All-Star Classic bedingten Saisonunterbrechung fand das Team zueinander und startete eine fulminante Aufholjagd im Rennen um die vier Playoffplätze in der Atlantic Division. Vor allem der deutsche Torhüter Thomas Greiss entwickelte sich mehr und mehr zum Rückhalt des Teams, jedoch konnte er in der ersten Playoff-Runde das Ausscheiden gegen die Manchester Monarchs in sechs Spielen nicht verhindern.

Das Alternativ-Logo der Worcester Sharks

Vor dem Start ins zweite Jahr verließen einige der erfahrenen Spieler das Team. Mathieu Darche, der teaminterne Topscorer der Vorsaison, unterschrieb einen Vertrag bei den Tampa Bay Lightning und die Torhüter Thomas Greiss und Dimitri Pätzold wurden durch den Transfer von Vesa Toskala abwechselnd in den NHL-Kader der San Jose Sharks beordert. Mit Stürmer Mike Morris und Torhüter Taylor Dakers konnten jedoch zwei Draft-Picks San Joses unter Vertrag genommen werden, die jedoch keinen adäquaten Ersatz darstellten. Die Sharks verpassten daher den erneuten Einzug in die Playoffs mit einer Siegquote von unter 50 Prozent deutlich. Aufgrund des Misserfolges änderte die Teamführung ihre Philosophie erneut und verpflichtete in der Sommerpause mit Ryan Vesce, Brendan Buckley und Cory Larose erfahrene Spieler, die im Verlauf ihrer Karriere bereits in Europa tätig gewesen waren. Zudem fand mit Kyle McLaren ein langjähriger NHL-Spieler gezwungenermaßen den Weg zum Team, da die San Jose Sharks ihn wegen der Überschreitung der Gehaltsobergrenze nicht im Kader behalten konnten. Des Weiteren wurden in Abstimmung mit dem neuen Trainerstab in San Jose im Saisonverlauf immer wieder junge Spieler in den NHL-Kader berufen, um dort Erfahrungen zu sammeln und auf höherem Niveau zu trainieren. Für eine weitere Überraschung sorgte das Management im November 2008, als es zunächst probeweise den 43-jährigen NHL-Veteranen Claude Lemieux unter Vertrag nahm, der einen Monat später einen vollwertigen Vertrag erhielt. Die Züge des Managements zahlten sich zu Saisonbeginn zunächst aus, als das Team solide in die neue Spielzeit startete. Da die Mannschaft aufgrund vieler Verletzungen in San Jose immer wieder Spieler abstellen musste, geriet die Playoff-Teilnahme in der Saisonmitte in Gefahr, was aber durch ein starkes letztes Saisonviertel und einen wieder besser besetzten Kader abgewendet werden konnte. In der ersten Runde konservierte das Team die Leistungen der Schlussphase der regulären Saison und konnte als an vierter Position sitzender Klub der Atlantic Division das an erster Position stehende Hartford Wolf Pack in sechs Spielen schlagen. Im anschließenden Divisions-Finale gegen die Providence Bruins schieden die Sharks in sechs Spielen aus, nachdem sie – wie schon in der Serie gegen Hartford – einen zwischenzeitlichen 0:2-Rückstand nach Spielen egalisiert hatten.

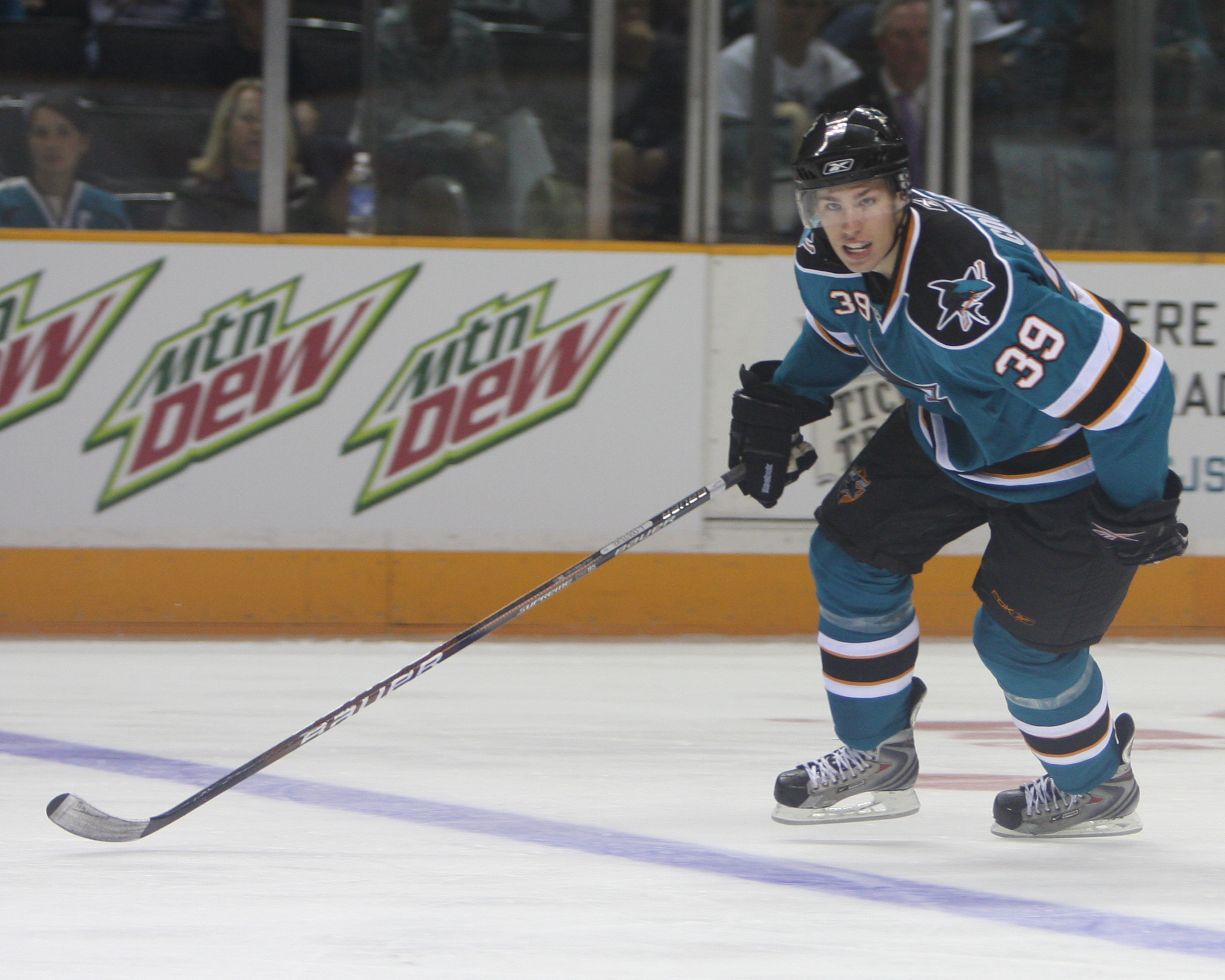
Logan Couture stieß im April 2009 zum Team

Trotz des Erfolges gab es im Sommer 2009 wieder weitreichende Veränderungen. So verließen einige erfahrene Akteure das Team, die durch junge Perspektivspieler wie die Erstrunden-Draftpicks Logan Couture und Nick Petrecki ersetzt wurden. Die Stützen der Mannschaft, die sich in der Vorsaison herauskristallisiert hatten, blieben aber weiterhin im Kader. Zudem versuchte das Management der San Jose Sharks die AHL-Spieler mit deutlich mehr Berufungen in den NHL-Kader zu entwickeln und fördern. Der Strategiewechsel zahlte sich in der ersten Hälfte der Spielzeit 2009/10 aus und die Sharks spielten im vierten Jahr ihres Bestehens ihre mit Abstand beste erste Saisonhälfte trotz einer sieben Spiele andauernden Niederlagenserie im November. Auch in der zweiten Saisonhälfte spielte das junge Team mit zehn und mehr Rookies im Kader konstant. Zum Abschluss der regulären Saison sicherte sich die Mannschaft erstmals den Divisionstitel und wurde mit der Emile Francis Trophy ausgezeichnet. Die erreichten 49 Siege und 104 Punkte waren das beste Saisonergebnis, das ein AHL-Farmteam der San Jose Sharks jemals erreichte. Den bisherigen Rekord hatten die Kentucky Thoroughblades in der Spielzeit 1998/99 aufgestellt. In den Playoffs trafen die Sharks in der ersten Runde auf die Lowell Devils und schafften nach einem souveränen Seriengewinn den Einzug ins Divisions-Finale. Gegen die Manchester Monarchs scheiterte Worcester in sechs Spielen.
Wie bereits im Jahr zuvor veränderte sich das Gesicht der Mannschaft im Sommer 2010 erheblich. Danny Groulx, der in der Vorsaison zum besten Verteidiger der Liga ernannt worden war, verließ das Team in Richtung Russland. Ebenso verlängerte Kapitän Ryan Vesce seinen Vertrag nicht und Logan Couture fand sich nach einer beeindruckenden Rookiespielzeit dauerhaft im NHL-Kader in San Jose wieder. Mit den Verpflichtungen der erfahrenen Verteidiger Sean Sullivan und Jay Leach, der aus San Jose zum Team stieß, versuchte das Management die entstandenen Lücken zu füllen. Zudem fand mit dem einstigen Maurice-Richard-Trophy-Gewinner Jonathan Cheechoo ein Spieler den Weg zurück ins Sharks-Franchise. Dieser sollte sich schnell zum Führungsspieler des ansonsten jungen Teams entwickeln. Dennoch startete die Mannschaft nicht so erfolgreich in die Spielzeit wie noch im Vorjahr.

### Umzug nach San Jose
Im Januar 2015 gab die American Hockey League eine umfangreiche Umstrukturierung zur Saison 2015/16 bekannt, in deren Rahmen eine neue Pacific Division gegründet wurde und fünf Teams nach Kalifornien übersiedelten. Dies betraf auch die Worcester Sharks, die, wie wenige Monate später bekannt wurde, mit Beginn der Saison 2015/16 unter dem Namen San Jose Barracuda auflaufen. Das neue AHL-Farmteam der San Jose Sharks ist somit in derselben Stadt wie das NHL-Franchise angesiedelt und teil sich auch das SAP Center mit ihnen.

## Spielstätten
| Saison  | Heim- spiele | Zuschauer- zahl | Zuschauer- schnitt | Auslastung | max. Kapazität |
| 2006/07 | 40           | 184.083         | 4.602              | 63,7 %     | 7.230          |
| 2007/08 | 40           | 173.745         | 4.344              | 60,1 %     | 7.230          |
| 2008/09 | 40           | 156.089         | 3.902              | 54,0 %     | 7.230          |
| 2009/10 | 40           | 146.877         | 3.672              | 50,8 %     | 7.230          |
| 2010/11 | 40           | 162.728         | 4.068              | 56,3 %     | 7.230          |
| 2011/12 | 38           | 167.292         | 4.402              | 60,9 %     | 7.230          |
| 2012/13 | 38           | 166.212         | 4.374              | 60,5 %     | 7.230          |
| 2013/14 | 38           | 150.404         | 3.958              | 54,7 %     | 7.230          |
| 2014/15 | 38           | 146.186         | 3.847              | 53,2 %     | 7.230          |
| Gesamt  | 352          | 1.453.616       | 4.136              | 57,2 %     | —              |

Die Worcester Sharks spielten seit ihrer Ansiedlung in Worcester im dort ansässigen DCU Center, einer 14.800 Zuschauer fassenden Multifunktionsarena. Die Bauphase der Arena begann im Jahr 1981 und endete mit der Eröffnung im September 1982.
Das zwischen 1982 und 1997 als Worcester Centrum sowie von 1997 bis 2004 als Worcester’s Centrum Centre bekannte Gebäude war bereits zwischen 1994 und 2005 Heimspielstätte der Worcester IceCats aus der AHL. Im Jahr 1987 wurde die Arena um 2.500 Plätze von 12.300 auf 14.800 Plätze erweitert, 1997 erfolgte schließlich eine Komplett-Modernisierung. Durch ein installiertes Vorhang-System ist eine Minimierung der Zuschauerzahl auf 7.230 möglich und wurde von den Worcester Sharks auch genutzt.
Seinen derzeitigen Namen trägt das Center seit Oktober 2004 und ist auf den Sponsor Digital Federal Credit Union zurückzuführen, der die Namensrechte erwarb.

### Zuschauerzahlen
Wie ein Großteil der verhältnismäßig jungen AHL-Franchises leiden auch die Worcester Sharks unter dem mangelnden Zuschauerzuspruch. Hinzu herrscht in der Region rund um die Metropole Boston ein generell großes Angebot an Unterhaltungsmöglichkeiten im Bereich Sport. Dazu zählt mit den Boston Bruins aus der National Hockey League ein höherklassig angesiedeltes Eishockeyfranchise sowie die Boston Celtics aus der National Basketball Association, die Boston Red Sox aus der Major League Baseball und die New England Patriots aus der National Football League. Zudem ist im Bundesstaat Massachusetts mit den Springfield Falcons noch ein weiteres AHL-Teams angesiedelt. Dieses kämpft aber mit ähnlichen Problemen wie die Sharks.
Seit der Wiederaufnahme des AHL-Spielbetriebs in Worcester besuchten im Schnitt zwischen 3.650 bis 4.600 Zuschauer die Spiele des Teams. Der Schnitt des Ligakrösus Hershey Bears liegt vergleichsweise bei knapp 9.000 Zuschauern. Dabei sind die Zahlen in Worcester seit der Premierensaison 2006/07 der Worcester Sharks aber stark rückläufig. Auch die sportliche Etablierung, die sich seit Beginn des Kalenderjahres 2009 abzeichnet, wirkte diesem Trend nicht entgegen. Die durchschnittliche Auslastung der auf 7.230 Zuschauer verkleinerten Spielstätte liegt bei näherungsweise zwei Dritteln. Um die Zuschauerzahlen dennoch möglichst hoch zu halten, spielen viele Teams oft bis zu dreimal an den Wochenenden und nur selten an den Werktagen, da sich dies in einem signifikanten Unterschied in den Zuschauerzahlen und Ticketverkäufen bemerkbar macht. Zur Attraktivitätssteigerung der Spiele werden die Zuschauer in den Spielpausen immer wieder aktiv vom Hallensprecher eingebunden. So können in zuvor ausgewählten Platzsektionen Freikarten für Sitzplätze direkt am Spielfeldrand oder auch Fast Food gewonnen werden.
Den Rekord von 7.568 Zuschauern stellten die Sharks am 20. März 2010 im Spiel gegen den Divisionsrivalen Providence Bruins auf. Vergleichsweise verfolgten die Begegnungen gegen das gleiche Team in der zweiten Playoff-Runde des Jahres 2009 an einem Werktag lediglich knapp 1.500 Besucher.

## Besitzer und Farmteams
Seit ihrer Gründung befanden sich die Worcester Sharks im Besitz einer Gruppe lokaler Investoren, der San Jose Sports & Entertainment Enterprises (SJSEE). Die Gruppe führte bereits ab dem 26. Februar 2002 die Geschäfte der San Jose Sharks aus der National Hockey League. Neben dem NHL-Team und den Worcester Sharks betrieb die Investorengruppe auch das SAP Center sowie die beiden Trainingshallen des Teams aus San Jose. Zudem war sie Besitzer der San Jose Stealth, der professionellen Lacrossemannschaft der Stadt, und war vor der Umsiedlung des Teams nach Worcester Besitzer der Cleveland Barons. Der Präsident und Chief Executive Officer (CEO) der Gruppierung war Greg Jamison, der bereits ab 1993 in der Organisation der San Jose Sharks tätig war. In Worcester wurde er durch Michael T. Lehr vertreten.
| Saison          | Farmteam            | Liga |
| 2006/07         | Fresno Falcons      | ECHL |
| 2006/07         | Toledo Storm        | ECHL |
| 2007/08–2008/09 | Phoenix RoadRunners | ECHL |
| 2009/10         | Kalamazoo Wings     | ECHL |
| 2009/10–2011/12 | Stockton Thunder    | ECHL |
| 2012/13–2013/14 | San Francisco Bulls | ECHL |
| 2014/15         | Allen Americans     | ECHL |

Die Worcester Sharks sind seit der Aufnahme des Spielbetriebs das Farmteam der San Jose Sharks aus der National Hockey League. Unter Einbeziehung der beiden Vorgängerfranchises stehen die San Jose Sharks bereits seit 1996 mit dem „Grundgerüst“ des AHL-Klubs in Kooperation. Die Worcester Sharks selbst arbeiten zudem mit Teams aus der ECHL zusammen, deren Auswahl aber dem Management der San Jose Sharks untersteht, das wiederum eng mit dem in Worcester zusammenarbeitet. In der Premierensaison 2006/07 fungierten die Toledo Storm und Fresno Falcons als Kooperationspartner. Nach Beendigung des Engagements übten die Phoenix RoadRunners zwischen 2007 und 2009 bis zu ihrer Auflösung am Saisonende diese Position aus. Vom Sommer 2009 bis zum Sommer 2010 kooperierte das Sharks-Franchise mit den Kalamazoo Wings; ab Jahresbeginn 2010 zusätzlich mit den Stockton Thunder, die mit Beginn der Spielzeit 2010/11 das alleinige Farmteam waren. Für die Saison 2012/13 wurde eine Kooperation mit den neu gegründeten San Francisco Bulls abgeschlossen. In der Saison 2014/15 kooperierte man mit den Allen Americans, die erst zu dieser Saison in die ECHL aufgenommen wurden.

## Erfolge und Ehrungen

### Sportliche Erfolge
Die Worcester Sharks konnten in der Zeit des Spielbetriebs kaum sportliche Erfolge feiern. In den ersten drei Jahren standen lediglich zwei vierte Plätze in der Atlantic Division in den Spielzeiten 2006/07 und 2008/09 in der regulären Saison und die damit verbundene Qualifikation für die Playoffs als Erfolge zu Buche. Bei ihrer zweiten Teilnahme konnten sie allerdings das an erster Position in der Atlantic Division stehende Hartford Wolf Pack als Außenseiter in sechs Spielen im Divisions-Halbfinale besiegen und scheiterten erst im Divisions-Finale an den Providence Bruins.
| Division Championships | Saison  |
| Emile Francis Trophy   | 2009/10 |

In der Saison 2009/10 gewann das Franchise erstmals den Titel der Atlantic Division und wurde dafür mit der Emile Francis Trophy ausgezeichnet. Die Sharks schlossen die reguläre Saison mit 49 Siegen und 104 Punkten ab. Beides stellten neue Rekorde für das Team dar und waren zugleich die besten Werte, die ein Farmteam der San Jose Sharks in der American Hockey League jemals erreichte. Die bisherigen Rekordhalter waren die Kentucky Thoroughblades, die in der Saison 1998/99 42 Spiele gewannen und 98 Punkte erreichten. Erneut drang das Team bis ins Divisions-Finale vor.

### AHL Awards und All-Star-Team-Nominierungen
| Auszeichnung                  | Name          | Saison  |
| Eddie Shore Award             | Danny Groulx  | 2009/10 |
| James C. Hendy Memorial Award | Michael Mudd  | 2010/11 |
| Yanick Dupré Memorial Award   | Nick Petrecki | 2011/12 |
| All-Rookie Team               | Logan Couture | 2009/10 |
| All-Rookie Team               | Alex Stalock  | 2009/10 |
| First All-Star Team           | Danny Groulx  | 2009/10 |

Erst in der vierten Saison gelang es Spielern der Worcester Sharks individuelle Trophäen zu gewinnen oder in eines der drei Auswahlteams am Ende der Spielzeit berufen zu werden.
Der Verteidiger Danny Groulx erhielt für seine Leistungen im Verlauf der Spielzeit den Eddie Shore Award als bester Abwehrspieler der gesamten Liga sowie die Nominierung für das First All-Star Team. Dazu trugen die meisten Scorerpunkte und Torvorlagen unter allen Verteidigern maßgebend bei. Ebenso wurden die beiden Rookies Logan Couture und Alex Stalock ins All-Rookie Team der Liga gewählt. Couture hatte im Saisonverlauf die im Schnitt meisten Punkte pro Spiel unter den Liganeulingen gesammelt. Stalock sicherte sich in seinem ersten Profijahr den Stammplatz im Tor der Sharks und stellte einen neuen AHL-Rekord auf, da er die meisten Siege eines Rookietorhüters in der Geschichte der Liga feiern konnte. Im Jahr 2012 wurde Nick Petrecki mit dem Yanick Dupré Memorial Award ausgezeichnet.
Als Funktionär wurde Team-Präsident Michael Mudd am Ende der Saison 2010/11 mit dem James C. Hendy Memorial Award ausgezeichnet.

### AHL-All-Star-Classic-Nominierungen
| Jahr | Name           |
| 2007 | Mathieu Darche |
| 2008 | Mike Iggulden  |
| 2009 | Derek Joslin   |
| 2009 | Ryan Vesce     |
| 2010 | Logan Couture  |
| 2010 | Danny Groulx   |
| 2010 | Alex Stalock   |

| Jahr | Name               |
| 2011 | Jonathan Cheechoo* |
| 2011 | Justin Braun       |
| 2012 | Tyson Sexsmith     |
| 2012 | Matt Irwin         |
| 2013 | Bracken Kearns     |
| 2015 | Matt Taormina      |

Insgesamt wurden dreizehn Spieler der Worcester Sharks von den Fans aufgrund ihrer Beliebtheit ins All-Star Classic gewählt oder aufgrund ihrer Leistungen von den Trainern nominiert.

Logo des AHL All-Star Classic 2009

Nachdem im Jahr 2007 Mathieu Darche auf Seiten des Canadian All-Star-Teams als erster Spieler überhaupt für die Sharks teilnahm, war im Folgejahr mit Mike Iggulden erneut ein gebürtiger Kanadier nominiert. Mit Derek Joslin, der sogar in die Startaufstellung gewählt wurde, stand im dritten Jahr in Folge ein Spieler in der kanadischen Auswahl. Auf Seiten des PlanetUSA All-Star-Teams spielte im Jahr 2009 mit Mannschaftskapitän Ryan Vesce erstmals ein Spieler der Sharks. In diesem Jahr nahmen somit zum ersten Mal zwei Akteure der Worcester Sharks am Auswahlspiel teil. Im Jahr darauf waren zunächst erneut zwei Sharks-Spieler für die Partie nominiert. Auf Seiten des kanadischen Teams wurde Rookie Logan Couture in die Startelf gewählt; Danny Groulx wurde ebenso nominiert. Im Januar 2010 erhielt schließlich Torwart Alex Stalock eine Nachnominierung auf Seiten des PlanetUSA All-Star-Teams.
Für das Jahr 2011 wurde das Format des Auswahlspiels erstmals seit seiner erneuten Einführung im Jahr 1995 geändert. Statt des bis dahin üblichen Formats mit der Partie zwischen den Canadian All-Stars und dem Team PlanetUSA änderte die Liga das Format in Eastern Conference gegen Western Conference. Im ersten Jahr des neuen Formates wurde Jonathan Cheechoo in die Startformation gewählt, allerdings wegen einer Verletzung durch den Nachnominierten Justin Braun ersetzt.
Im Jahr 2009 waren die Worcester Sharks erstmals Gastgeber des All-Star Classic, das im DCU Center stattfand.

### Saisonstatistik
Abkürzungen: GP = Spiele, W = Siege, L = Niederlagen, OTL = Niederlagen nach Overtime, SOL = Niederlagen nach Shootout, Pts = Punkte, GF = Erzielte Tore, GA = Gegentore, PIM = Strafminuten
| Saison  | GP  | W   | L   | OTL | SOL | Pts | GF   | GA   | PIM   | Platz        | Playoffs                                                                                      |
| 2006/07 | 80  | 41  | 28  | 3   | 8   | 93  | 247  | 244  | 1382  | 4., Atlantic | Niederlage im Divisions-Halbfinale, 2:4 (Manchester)                                          |
| 2007/08 | 80  | 32  | 37  | 5   | 6   | 75  | 216  | 258  | 1378  | 6., Atlantic | nicht qualifiziert                                                                            |
| 2008/09 | 80  | 42  | 35  | 1   | 2   | 87  | 223  | 223  | 1446  | 4., Atlantic | Sieg im Divisions-Halbfinale, 4:2 (Hartford) Niederlage im Divisions-Finale, 2:4 (Providence) |
| 2009/10 | 80  | 49  | 25  | 3   | 3   | 104 | 275  | 239  | 1268  | 1., Atlantic | Sieg im Divisions-Halbfinale, 4:1 (Lowell) Niederlage im Divisions-Finale, 2:4 (Manchester)   |
| 2010/11 | 80  | 36  | 31  | 4   | 9   | 85  | 210  | 245  | 1226  | 4., Atlantic | nicht qualifiziert                                                                            |
| 2011/12 | 76  | 31  | 33  | 4   | 8   | 74  | 199  | 218  | 1620  | 5., Atlantic | nicht qualifiziert                                                                            |
| 2012/13 | 76  | 31  | 34  | 4   | 7   | 73  | 191  | 228  | 1553  | 4., Atlantic | nicht qualifiziert                                                                            |
| 2013/14 | 76  | 36  | 34  | 4   | 2   | 78  | 189  | 226  | 1278  | 4., Atlantic | nicht qualifiziert                                                                            |
| 2014/15 | 76  | 41  | 29  | 4   | 2   | 88  | 224  | 198  | 809   | 3., Atlantic | Niederlage im Divisions-Halbfinale, 1:3 (Hershey)                                             |
| Gesamt  | 704 | 339 | 286 | 32  | 47  | 757 | 2004 | 2079 | 11960 |              | 4 Playoff-Teilnahmen 6 Serien: 2 Siege, 4 Niederlagen 33 Spiele: 15 Siege, 18 Niederlagen     |

### Franchiserekorde

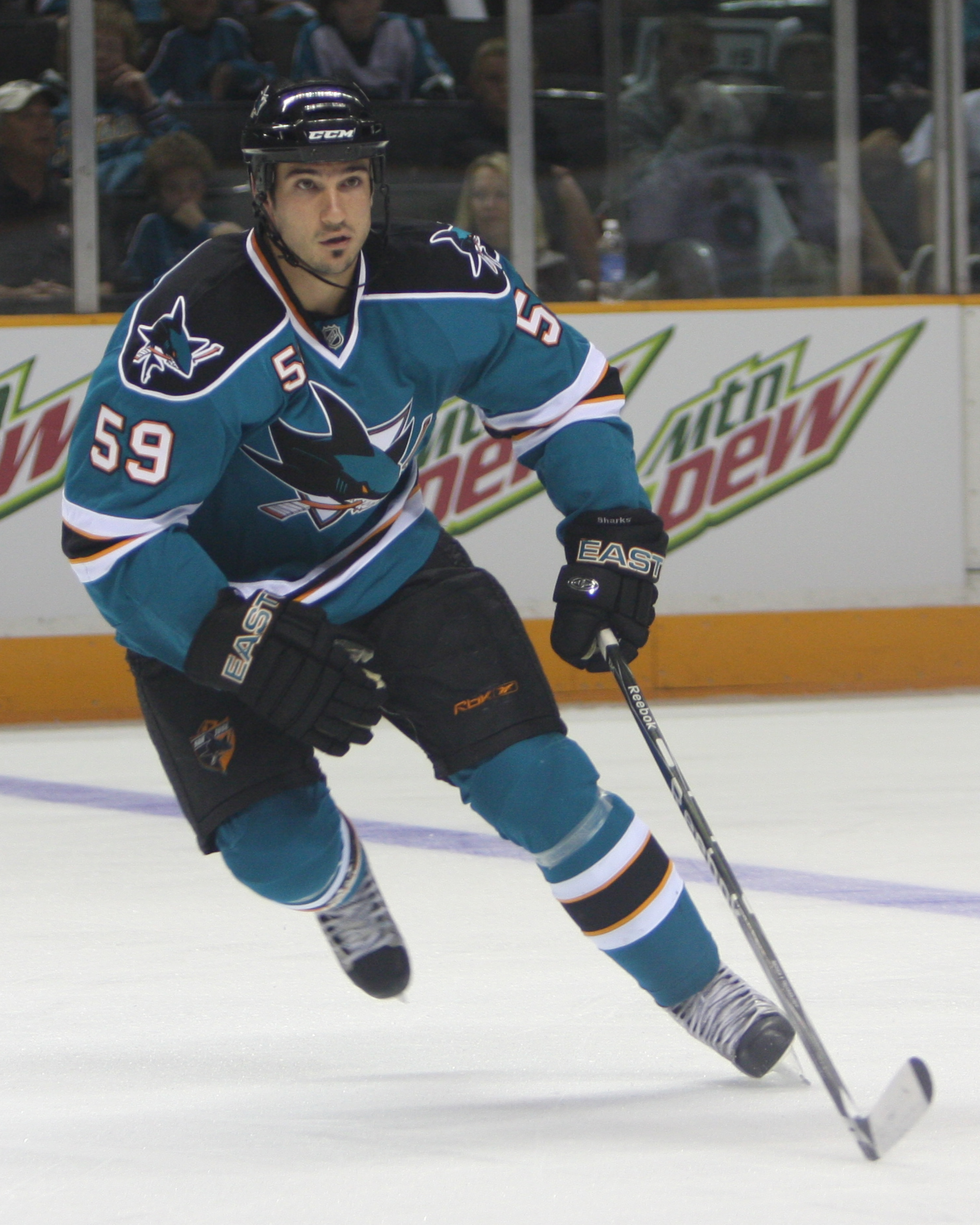
Brad Staubitz hat die meisten Strafen erhalten

Im Folgenden werden ausgewählte Spielerrekorde des Franchises sowohl über die gesamte Karriere als auch über einzelne Spielzeiten aufgeführt.

#### Karriere

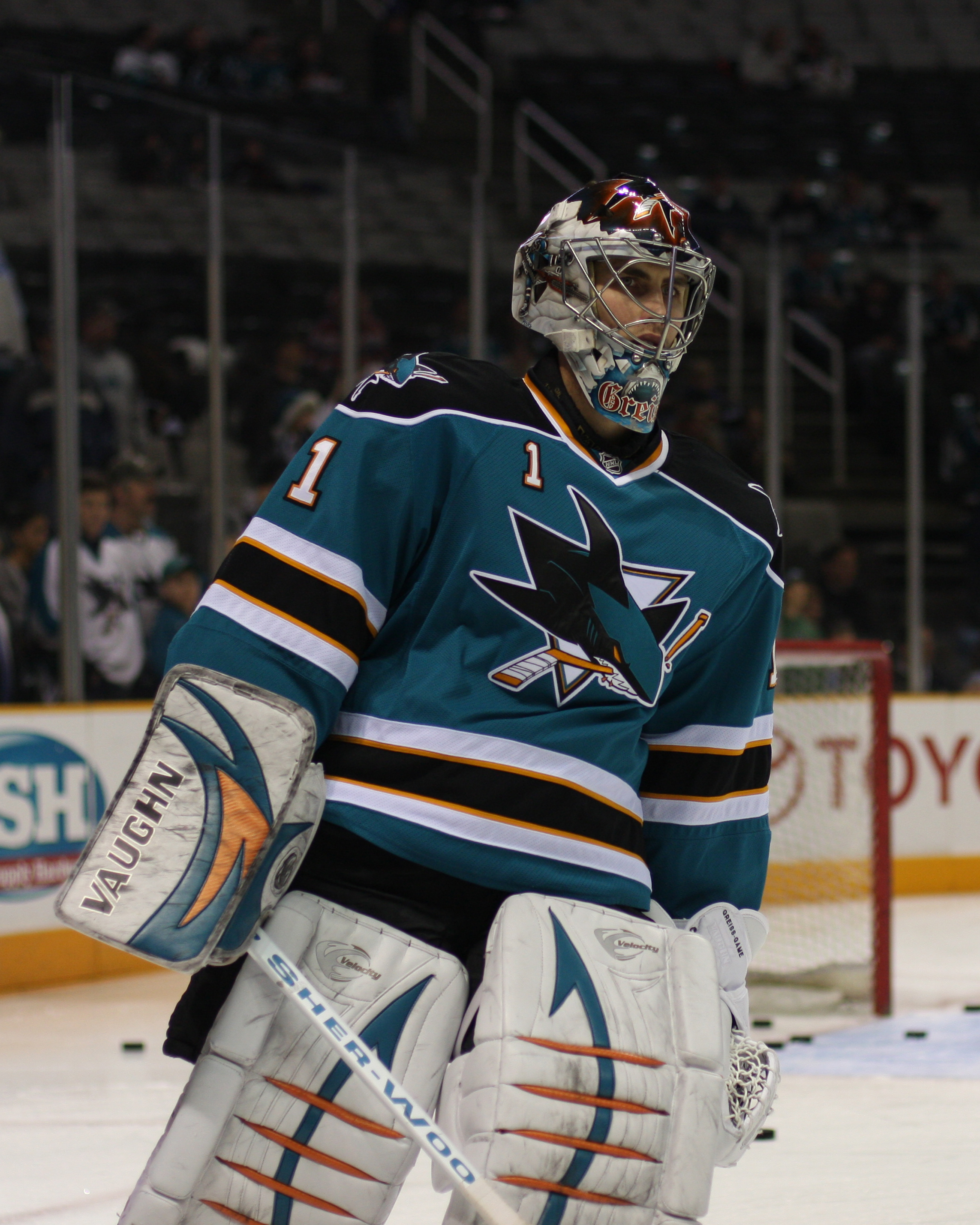
Thomas Greiss hielt diverse Torwart-Rekorde

|                                   | Name                            | Anzahl                                       |
| Meiste Spiele                     | John McCarthy und Nick Petrecki | je 277                                       |
| Meiste aufeinanderfolgende Spiele | Andrew Desjardins               | 188 (31. Oktober 2008 bis 31. Dezember 2010) |
| Meiste Tore                       | John McCarthy                   | 63                                           |
| Meiste Vorlagen                   | Tom Cavanagh                    | 92                                           |
| Meiste Punkte                     | John McCarthy                   | 151 (63 Tore + 88 Vorlagen)                  |
| Meiste Strafminuten               | Frazer McLaren                  | 577                                          |
| Meiste Siege als Torhüter         | Thomas Greiss                   | 74                                           |
| Meiste Shutouts                   | Alex Stalock und Aaron Dell     | je 4                                         |

#### Saison
|                               | Name           | Anzahl                     | Saison  |
| Meiste Tore                   | Mathieu Darche | 35                         | 2006/07 |
| Meiste Vorlagen               | Danny Groulx   | 52                         | 2009/10 |
| Meiste Punkte                 | Mathieu Darche | 80 (35 Tore + 45 Vorlagen) | 2006/07 |
| Meiste Punkte als Rookie      | Logan Couture  | 53 (20 Tore + 33 Vorlagen) | 2009/10 |
| Meiste Punkte als Verteidiger | Danny Groulx   | 66 (14 Tore + 52 Vorlagen) | 2009/10 |
| Meiste Strafminuten           | Matt Pelech    | 238                        | 2012/13 |
| Meiste Siege als Torhüter     | Alex Stalock   | 39                         | 2009/10 |

## Trainer
Abkürzungen: GC = Spiele, W = Siege, L = Niederlagen, OTL = Niederlagen
nach Overtime bzw. Shootout, Pts = Punkte, Win % = Siegquote
| Name       | Saison          | Reguläre Saison | Reguläre Saison | Reguläre Saison | Reguläre Saison | Reguläre Saison | Reguläre Saison | Reguläre Saison | Playoffs | Playoffs | Playoffs |
| Name       | Saison          | GC              | W               | L               | OTL             | Pts             | Win %           | GC              | W        | L        |          |
| Roy Sommer | 2006/07–2014/15 | 704             | 339             | 286             | 79              | 757             | .538            | 33              | 15       | 18       |          |

Die Worcester Sharks setzen in ihrer gesamten achtjährigen Historie auf den US-Amerikaner Roy Sommer hinter der Bande. Sommer arbeitet seit dem Sommer 1996 in der Organisation der San Jose Sharks und wurde zwei Jahre später zum Cheftrainer des damaligen Farmteams ernannt. Vor dem Umzug des Teams war er bereits als Cheftrainer der Kentucky Thoroughblades und Cleveland Barons tätig.

## General Manager
| Name         | Saison          |
| Wayne Thomas | 2006/07–2012/13 |
| Joe Will     | 2013/14–2014/15 |

Wie auf der Trainerposition setzt das Franchise auch auf dem Posten des General Managers auf Kontinuität. Der seit 2006 beschäftigte Kanadier Wayne Thomas war – wie Roy Sommer – zuvor schon als General Manager bei den Kentucky Thoroughblades und Cleveland Barons tätig. Erst nach der Saison 2012/13 übernahm Joe Will, wobei Thomas ihm weiterhin als Assistent zur Seite stand.

## Spieler

### Mannschaftskapitäne
| Jahr      | Name          |
| 2006–2007 | kein Kapitän  |
| 2007–2008 | Graham Mink   |
| 2008–2010 | Ryan Vesce    |
| 2010–2011 | Jay Leach     |
| 2011–2012 | Mike Moore    |
| 2012–2013 | John McCarthy |
| 2013–2014 | Rob Davison   |
| 2014–2015 | Bryan Lerg    |

In der Geschichte der Worcester Sharks gab es sieben verschiedene Spieler, die das Amt des Mannschaftskapitäns bekleideten.

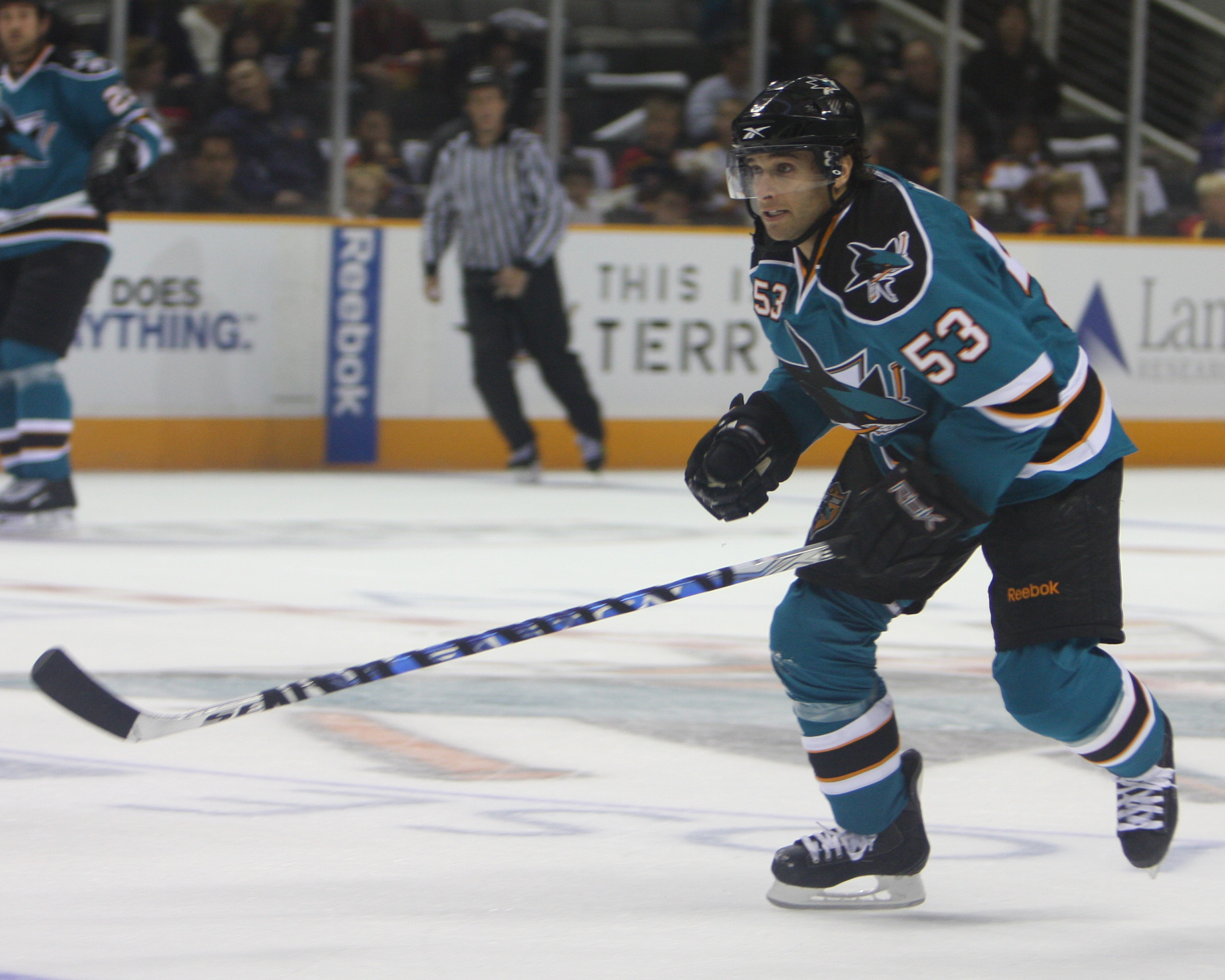
Ryan Vesce war zwischen 2008 und 2010 Kapitän der Mannschaft

Nachdem in der Premierensaison des Teams jeweils drei stets wechselnde Spieler von Cheftrainer Roy Sommer als Assistenzkapitäne mit charakteristischem „A“ auf dem Trikot aufliefen, wurde zur Spielzeit 2007/08 Stürmer Graham Mink das Amt übertragen. Dieser hatte sich in der Vorsaison für diese Aufgabe empfohlen und erhielt somit das „C“ des Mannschaftskapitäns. Nach dem Wechsel des erfahrenen Minks zu den Hershey Bears im Sommer 2008 übernahm der neu verpflichtete Ryan Vesce die Position. Vesce, der zuvor bereits in Europa gespielt hatte, behielt den Posten auch in der Spielzeit 2009/10. Nach seinem Wechsel im Sommer 2010 erhielt der erfahrene Jay Leach den verantwortungsvollen Posten zugesprochen. Leachs Amtszeit dauerte allerdings nur bis zum 9. Februar 2011 an, da er in der Hoffnung wieder in der National Hockey League spielen zu können, in einem Transfer an die New Jersey Devils abgegeben wurde. Beim ersten Auftritt des Teams nach dem Wechsel führte Mike Moore die Mannschaft am 11. Februar als Kapitän aufs Eis.

### Franchise-Top-Punktesammler
Die zehn besten Punktesammler in der Geschichte des Franchise bis zum Ende der Saison 2014/15.
Abkürzungen: Pos = Position, GP = Spiele, G = Tore, A = Vorlagen, Pts = Punkte, P/G = Punkte pro Spiel
| Name              | Pos | Saison                  | GP  | G  | A  | Pts | P/G  |
| John McCarthy     | LW  | 2009/10–2014/15         | 277 | 63 | 88 | 151 | 0,55 |
| Dan DaSilva       | RW  | 2008/09–2010/11 2013/14 | 239 | 60 | 84 | 144 | 0,60 |
| Tom Cavanagh      | C   | 2006/07–2008/09         | 202 | 46 | 92 | 138 | 0,68 |
| Steven Zalewski   | C   | 2007/08–2010/11         | 210 | 41 | 87 | 128 | 0,61 |
| Lukáš Kašpar      | LW  | 2006/07–2008/09         | 216 | 46 | 79 | 125 | 0,58 |
| Mike Iggulden     | C   | 2006/07–2007/08         | 151 | 59 | 64 | 123 | 0,81 |
| Graham Mink       | RW  | 2006/07–2007/08         | 132 | 55 | 63 | 118 | 0,89 |
| Riley Armstrong   | RW  | 2006/07–2008/09         | 208 | 59 | 53 | 112 | 0,54 |
| Brandon Mashinter | C   | 2009/10–2012/13         | 206 | 52 | 52 | 104 | 0,50 |
| Benn Ferriero     | C   | 2009/10–2011/12         | 121 | 44 | 59 | 103 | 0,85 |

| Name              | Pos | GP | G | A  | Pts | P/G  |
| Dan DaSilva       | RW  | 23 | 5 | 13 | 18  | 0,78 |
| Ryan Vesce        | RW  | 18 | 6 | 8  | 14  | 0,78 |
| Riley Armstrong   | RW  | 18 | 3 | 11 | 14  | 0,78 |
| Patrick Traverse  | D   | 18 | 4 | 7  | 11  | 0,61 |
| Andrew Desjardins | C   | 23 | 6 | 4  | 10  | 0,43 |
| Derek Joslin      | D   | 27 | 4 | 3  | 7   | 0,26 |
| Danny Groulx      | D   | 10 | 1 | 6  | 7   | 0,70 |
| Steven Zalewski   | C   | 18 | 1 | 6  | 7   | 0,39 |
| T. J. Trevelyan   | LW  | 8  | 4 | 2  | 6   | 0,75 |
| Benn Ferriero     | RW  | 11 | 4 | 2  | 6   | 0,55 |

### Ehemalige Spieler
Durch die Kooperation mit den San Jose Sharks aus der National Hockey League haben seit der Gründung des Franchises diverse NHL-Akteure das Trikot der Worcester Sharks übergestreift. Zudem waren mehrere Spieler in Europa tätig.
| - Konrad Abeltshauser - Riley Armstrong - Steve Bernier - Mathieu Biron - Chris Blight - Andy Bohmbach - Justin Braun - Mike Brennan - Brendan Buckley - Adam Burish - Joe Callahan - Matt Carle - Ryan Carpenter - Tom Cavanagh - Jonathan Cheechoo - Jack Combs - Mike Connolly - Logan Couture - Taylor Dakers - Mathieu Darche - Dan DaSilva - Patrick Davis - Rob Davison - Aaron Dell - Dylan DeMelo - Jason Demers - Andrew Desjardins - Frank Doyle - Oren Eizenman - Brennan Evans - Bobby Farnham - Taylor Fedun - P. J. Fenton - Scott Ferguson | - Benn Ferriero - J. D. Forrest - T. J. Fox - Nikolai Goldobin - Barclay Goodrow - Josh Gorges - Yanni Gourde - Thomas Greiss - Troy Grosenick - Danny Groulx - Ben Guité - Micheal Haley - Freddie Hamilton - Eriah Hayes - Dwight Helminen - Tomáš Hertl - Carter Hutton - Mike Iggulden - Matt Irwin - Matt Jones - Derek Joslin - Melker Karlsson - Lukáš Kašpar - Bracken Kearns - Tim Kennedy - Tyler Kennedy - Matt Kinch - Justin Kurtz - John Laliberté - Ryan Lannon - Cory Larose - Jay Leach - Brady Leisenring - Claude Lemieux | - Bryan Lerg - Louis Liotti - Joe Loprieno - Michal Macho - Brandon Mashinter - Jon Matsumoto - John McCarthy - Jamie McGinn - Frazer McLaren - Kyle McLaren - Scott Mifsud - Graham Mink - Torrey Mitchell - Mike Moore - Mike Morris - Mirco Müller - Andrew Murray - Douglas Murray - Matt Nieto - Antero Niittymäki - Sandis Ozoliņš - Dennis Packard - Dimitri Pätzold - Joe Pavelski - Matt Pelech - Nick Petrecki - Tomáš Plíhal - Cory Quirk - Nate Raduns - Patrick Rissmiller - Ashton Rome - Joakim Ryan - Harri Säteri - Nolan Schaefer | - Nick Schaus - Devin Setoguchi - Tyson Sexsmith - James Sheppard - Daniel Sisca - Dan Spang - Garrett Stafford - Sebastian Stålberg - Alex Stalock - Brad Staubitz - Grant Stevenson - Karl Stollery - Dean Strong - Sean Sullivan - Michael Swift - Matt Taormina - Daniil Tarassow - Matt Tennyson - Chris Tierney - Patrick Traverse - T. J. Trevelyan - Craig Valette - Mitch Versteeg - Ryan Vesce - Marek Viedenský - Marc-Édouard Vlasic - Tom Walsh - Brian White - Ty Wishart - Tommy Wingels - Steven Zalewski |